# オクモミジハグマ
オクモミジハグマ（奥紅葉白熊、学名：Ainsliaea acerifolia var. subapoda ）は、キク科モミジハグマ属の多年草。モミジハグマ（紅葉白熊、学名：Ainsliaea acerifolia ）を分類上の基本種とする変種。

## 特徴
地下茎があり、地中を横にはう。茎は直立し、高さは40-80cmになり、茎には長毛がまばらに生える。葉は茎の中部にやや輪生状に4-7枚つき、長さ5-13cmになる葉柄があり、葉身は長さ6-12cm、幅6-18cmの腎心形または円心形で、縁は掌状に7浅-中裂し、縁に鋸歯があり、葉の両面にまばらに軟毛が生える。
花期は8-10月。頭状花序は穂状に多数つき、開花時には横向きになり、花柄は長さ2mmで、小さい苞がある。総苞は長さ12-15mmになる狭い筒形、総苞片は多列あり、覆瓦状に並び、乾いた膜質で、外片はごく短い広卵形、内片は長く幅2-3mmの長楕円形になる。頭花は3個の筒状花からなり、花冠は白色で、4-5裂し、左右相称、裂片は線形でよじれる。果実は長さ9.5mm、幅2mmになる無毛の痩果で、上端に長さ11mmになる羽毛状の冠毛がある。

## 分布と生育環境
日本では、本州の青森県三八地方以南（中部地方から西側では日本海側）と九州の北部に分布し、山地の木陰に生育する。日本以外では、朝鮮半島、中国に分布する。
分類上の基本種であるモミジハグマは、本州の関東地方以西の太平洋側、四国、九州に分布し、深山の木陰に生育する。オクモミジハグマと比べ、葉がより深く切れ込む。

## 和名の由来
オクモミジハグマは、「奥紅葉白熊」のことで、「紅葉（もみじ）」は、葉の形がカエデ（もみじ）に似て、「奥」は、基本種のモミジハグマより北に分布するのでつけられた。また、「白熊（はぐま）」とは、ヤクの尾の毛でつくった槍や兜、僧侶の払子の飾りをいい、花冠の細長い裂片のようすを白熊（はぐま）に見立てたもの。

## ギャラリー
- 頭花は3個の小花からなる。1小花は花冠が4-5裂し、1個の雌蕊がある。